# Lycianthes peduncularis
Lycianthes peduncularis là loài thực vật có hoa trong họ Cà. Loài này được (Schltdl.) Bitter mô tả khoa học đầu tiên năm 1919.